# Bateau-Lavoir
Le Bateau-Lavoir to kamienica w paryskiej dzielnicy Montmartre przy ulicy Rue Ravignan pod numerem 13. Stała się słynna na przełomie XIX i XX wieku, gdy wielu słynnych artystów wynajęło w niej pokoje. Pierwsi wprowadzili się tam w 1890 roku. Po roku 1914 większość przeprowadziła się jednak w inne części Paryża (głównie na Montparnasse).
Jednym z najsławniejszych artystów którzy mieszkali w Bateau-Lavoir był Pablo Picasso (w latach 1904–1909). Wówczas namalował jedno ze swoich najsławniejszch dzieł - Panny z Awinionu (fr. Les Demoiselles d'Avignon).
Innymi znanymi artystami mieszkającymi w Bateau-Lavoir byli:
- Pau Gargallo
- Juan Gris
- Max Jacob
- Amedeo Modigliani
- Pierre Reverdy
- André Salmon

Bateau-Lavoir był kolebką paryskiej awangardy w skład której wówczas wchodzili m.in.: Guillaume Apollinaire, Georges Braque, Henri Matisse, Jean Cocteau a także Gertrude Stein i wielu innych.
W 1908 roku wydano bankiet na cześć Henri Rousseau, który odbył się w studiu należącym do Pablo Picasso w kamienicy Bateau-Lavoir.